# Teluk Kenari
Teluk Kenari is een bestuurslaag in het regentschap Alor van de provincie Oost-Nusa Tenggara, Indonesië. Teluk Kenari telt 840 inwoners (volkstelling 2010).